# Ivan Toutoukine
Ivan Vladimirovitch Toutoukine (en russe : Иван Владимирович Тутукин), né le 11 juin 1986 à Moscou, est un triathlète russe. Nationalité sportive qu'il représente au niveau international jusqu'en 2020, pour ensuite concourir avec la nationalité kazakh. Il est vainqueur sur triathlon Ironman et Ironman 70.3.

## Palmarès
Le tableau présente les résultats les plus significatifs (podium) obtenus sur le circuit national et international de triathlon et de duathlon depuis 2007,.
| Année | Compétition                                          | Pays       | Position           | Temps           |
| ----- | ---------------------------------------------------- | ---------- | ------------------ | --------------- |
| 2022  | Ironman Autriche                                     | Autriche   | Médaille d'or      | 8 h 17 min 20 s |
| 2021  | Championnat du Kazakhstan                            | Kazakhstan | Médaille d'or      | 1 h 56 min 20 s |
| 2018  | Ironman Texas                                        | États-Unis | Médaille d'argent  | 7 h 39 min 57 s |
| 2018  | Ironman Autriche                                     | Autriche   | Médaille d'argent  | 8 h 13 min 21 s |
| 2018  | Championnat de Russie longue-distance                | Russie     | Médaille d'or      | 3 h 50 min 17 s |
| 2017  | Ironman 70.3 Barcelona                               | Espagne    | Médaille de bronze | 4 h 7 min 54 s  |
| 2016  | Ironman 70.3 Gdynia                                  | Pologne    | Médaille d'or      | 3 h 55 min 22 s |
| 2016  | Ironman 70.3 Budapest                                | Hongrie    | Médaille de bronze | 3 h 43 min 5 s  |
| 2016  | Championnat de Russie de duathlon                    | Russie     | Médaille d'or      | 1 h 52 min 33 s |
| 2016  | Ironman Barcelone                                    | Espagne    | Médaille d'argent  | 8 h 5 min 22 s  |
| 2016  | Championnat de Russie moyenne-distance               | Russie     | Médaille d'or      | 4 h 0 min 58 s  |
| 2016  | Ironman 70.3 Chattanooga                             | États-Unis | Médaille de bronze | 3 h 53 min 5 s  |
| 2016  | St. Anthony’s Triathlon                              | États-Unis | Médaille d'argent  | 1 h 47 min 25 s |
| 2013  | Coupe d'Asie de triathlon - l'étape de South Sumatra | Inde       | Médaille d'or      | 1 h 49 min 37 s |
| 2010  | Coupe du monde - l'étape de Holten                   | Pays-Bas   | Médaille d'or      | 1 h 54 min 21 s |
| 2009  | Coupe d'Asie de triathlon - l'étape de Burabay       | Kazakhstan | Médaille d'or      | 1 h 48 min 13 s |
| 2009  | Coupe du monde - l'étape de Tiszaújváros             | Hongrie    | Médaille de bronze | 1 h 49 min 50 s |
| 2008  | Championnat de Russie                                | Russie     | Médaille d'argent  | Timing          |
| 2007  | Championnat de Russie                                | Russie     | Médaille d'argent  | Timing          |